# Trajan Langdon
Pour les articles homonymes, voir Langdon.
Trajan Shaka Langdon (né le 13 mai 1976 à Palo Alto, États-Unis) est un dirigeant et joueur américain de basket-ball. Il mesure 1,92 m, pour un poids de 95 kg et évolue comme arrière.

## Biographie
Langdon effectue sa carrière universitaire aux Duke. Il est drafté en 11e position par les Cavaliers de Cleveland.
Réputé pour la qualité de son tir à trois points, il remporte l'Euroleague avec le CSKA Moscou en 2006. Il est nommé dans le second meilleur cinq de la compétition et est aussi meilleur joueur du mois d'avril. En 2008, le CSKA remporte de nouveau l'Euroleague en battant le Maccabi Tel-Aviv lors du Final Four de Madrid. Il est également nommé MVP de ce Final Four et inclus dans la meilleure équipe de l'Euroleague.

## Reconversion
Après sa carrière de joueur, il est embauché comme scout par les Spurs de San Antonio de 2011 à 2015, avant de devenir directeur administratif des Cavaliers de Cleveland. Proche de Sean Marks dans le Texas, il suit ce dernier en 2016 qui est recruté comme manager général des Nets de Brooklyn pour devenir son assistant. Le 19 mai 2019, il devient le manager général de la franchise des Pelicans de La Nouvelle-Orléans, en NBA.
À l'intersaison 2024, Langdon est recruté comme président de la franchise des Pistons de Détroit,.

## Carrière
- 1999-2002 :  Cavaliers de Cleveland (NBA)
- 2002-2003 :  Benetton Trévise (LegA)
- 2003-2004 :  Efes Pilsen İstanbul (TBL)
- 2004-2005 :  Dynamo Moscou (Superligue)
- 2005-2011 :  CSKA Moscou (Superligue)

## Palmarès

### Club
- Vainqueur de l'Euroligue 2006, 2008
- Finaliste de l'Euroligue en 2007
- Vainqueur du championnat de Russie en 2006, 2007, 2008, 2009, 2010, 2011
- Vainqueur de la coupe de Russie en 2006, 2007, 2010
- Vainqueur du championnat de Turquie en 2004
- Vainqueur du championnat d'Italie en 2003
- Vainqueur de la coupe d'Italie en 2003

## Distinction personnelle
- MVP du Final Four de l'Euroligue 2008
- Élu dans le meilleur cinq de l'Euroligue en 2007 et 2008
- Élu dans le deuxième meilleur cinq de l'Euroligue en 2006

### Sélection nationale
- Médaille de bronze du Championnat du monde 1998